# Susinos del Páramo
Susinos del Páramo – gmina w Hiszpanii, w prowincji Burgos, w Kastylii i León, o powierzchni 11,45 km². W 2011 roku gmina liczyła 117 mieszkańców.